# Gouvernement Ernest Courtot de Cissey
Troisième République
Gouvernement Albert de Broglie II Gouvernement Louis Buffet
Le gouvernement Ernest Courtot de Cissey est le gouvernement de la Troisième République en France du 22 mai 1874 au 25 février 1875. Sa mission est de poursuivre la politique du duc de Broglie.

## Composition

### Nominations du 22 mai 1874
| Fonction | Fonction                  | Image | Nom                      | Parti politique |
| -------- | ------------------------- | ----- | ------------------------ | --------------- |
|          | Vice-président du Conseil |       | Ernest Courtot de Cissey | Orléaniste      |

| Fonction | Fonction                                                         | Image | Nom                                                                | Parti politique |
| -------- | ---------------------------------------------------------------- | ----- | ------------------------------------------------------------------ | --------------- |
|          | Ministre de la Guerre                                            |       | Ernest Courtot de Cissey                                           | Orléaniste      |
|          | Ministre des Affaires étrangères                                 |       | Louis Decazes                                                      | Orléaniste      |
|          | Ministre de la Justice                                           |       | Adrien Tailhand                                                    | Orléaniste      |
|          | Ministre de l’Intérieur                                          |       | Oscar Bardi de Fourtou (du 22 mai 1874 au 20 juillet 1874)         | Bonapartiste    |
|          | Ministre de l’Intérieur                                          |       | François de Chabaud-Latour (du 20 juillet 1874 au 25 février 1875) | Orléaniste      |
|          | Ministre des Finances                                            |       | Pierre Magne (du 22 mai 1874 au 20 juillet 1874)                   | Bonapartiste    |
|          | Ministre des Finances                                            |       | Pierre Mathieu-Bodet (du 20 juillet 1874 au 25 février 1875)       | Orléaniste      |
|          | Ministre de l'Agriculture et du Commerce                         |       | Louis Grivart                                                      | Orléaniste      |
|          | Ministre de la Marine et des Colonies                            |       | Louis Raymond de Montaignac de Chauvance                           | Orléaniste      |
|          | Ministre de l'Instruction publique, des Beaux-arts et des Cultes |       | Arthur de Cumont                                                   | Orléaniste      |
|          | Ministre des Travaux publics                                     |       | Eugène Caillaux                                                    | Orléaniste      |
|          | Sous-secrétaire d'État à l'Instruction publique                  |       | Albert Desjardins                                                  | Orléaniste      |

### Nominations du 23 mai 1874
| Fonction | Fonction                            | Image | Nom                                           | Parti politique |
| -------- | ----------------------------------- | ----- | --------------------------------------------- | --------------- |
|          | Sous-secrétaire d'État à la Justice |       | Louis-Numa Baragnon                           | Légitimiste     |
|          | Sous-secrétaire d'État aux Finances |       | Léon Lefébure (du 22 mai 1874 au 2 août 1874) | Orléaniste      |
|          | Sous-secrétaire d'État aux Finances |       | Louis Passy                                   | Orléaniste      |

### Nomination du 21 juillet 1874
| Fonction | Fonction                             | Image | Nom                    | Parti politique |
| -------- | ------------------------------------ | ----- | ---------------------- | --------------- |
|          | Sous-secrétaire d'État à l'Intérieur |       | Cornélis Henri de Witt | Orléaniste      |

## Bilan des actions du gouvernement
La loi du 24 juillet 1874 scinde le territoire en dix-huit régions militaires. La loi du 17 juillet 1874 stipule que de nouveaux ouvrages de fortifications seront construits autour des « place de Verdun ». Le 30 janvier 1875, la nouvelle majorité, le Centre droit et la gauche, vote l’amendement Wallon par 353 voix contre 352. L’amendement établissait que « le président de la république est élu à la majorité des suffrages par le sénat et la chambre, réunis en Assemblée nationale ». Le nouveau ministre des finances, Bodet, crée la banque de l'Indochine. Par ailleurs, il renforce le monopole de l'état sur la fabrication des allumettes et fait voter une loi sur la conservation des registres hypothécaires.

## Fin du gouvernement et passation des pouvoirs
Dès la rentrée parlementaire (6 janvier 1875), l'Assemblée refuse, contre l'avis du gouvernement, de donner la priorité à l'examen de la loi relative au Sénat. Mis en minorité, le gouvernement démissionne mais est maintenu en fonctions par le président de la République, incapable de constituer un nouveau ministère. Après le vote des lois constitutionnelles (25 février 1875), de Cissey remet une nouvelle fois la démission de son gouvernement au président de la République, Patrice de Mac-Mahon, qui nomme  Louis Buffet à la vice-présidence du Conseil le 10 mars 1875. 